# (6820) Buil
(6820) Buil ist ein Asteroid des mittleren Hauptgürtels, der am 13. Dezember 1985 am Observatoire de Calern (IAU-Code 010) auf dem Calern Plateau, nördlich der Stadt Grasse in Südfrankreich entdeckt wurde.
Der Asteroid wurde am 1. Juli 1996 nach dem französischen Amateurastronomen Christian Buil benannt, der ein Pionier in der Anwendung von CCD-Kameras in der Amateurastronomie ist.